# Януш Дзевоньський
Януш Дзевоньський (пол. Janusz Dziewoński; 12 серпня 1890, Могильов, Російська імперія — 6 грудня 1953, Варшава, Польща) — польський актор театру і кіно, театральний режисер. Творчий псевдонім — Повальський.

## Біографія
Народився в 1890 році в м. Могильові (нині Білорусь). У 1908—1911 роках вивчав право в Московському університеті. У студентські роки грав на сцені академічного театру «Лютня». Після закінчення Першої світової війни переїхав до Польщі. Став актором пересувних театрів, співпрацював зі Стефаном Ярачем.
До початку Другої світової війни (1939) Януш Дзевоньський виступав у низці польських театрів, в тому числі й у Літньому театрі й театрі Атенеум у Варшаві. У театральному сезоні 1930—1931 років займав посаду художнього керівника столичного театру Атенеум. У 1939—1941 роках — актор Польського театру в Вільнюсі.
У 1942 році був заарештований німецькими окупантами і перебував у в'язниці «Павяк», потім — у концтаборах Майданек та Аушвіц.
Після звільнення проживав і працював у Варшаві, виступаючи як актор і режисер в столичних Драматичному, Повшехному театрах і театрі Атенеум.
Помер в 1953 року у Варшаві.
Януш Дзевоньський — батько польського актора і режисера Едварда Дзевоньского.

## Вибрана фільмографія
Починаючи з 1928 року, Я. Дзевоньський знімався в кіно, зокрема, у фільмах:
- 1928 — Ураган / Huragan
- 1928 — Переддень весни — ксьондз Анастазій
- 1929 — Над снігами / Ponad śnieg — адвокат Міановський
- 1929 — Перше кохання Костюшко / Pierwsza miłość Kościuszki
- 1932 — Голос пустелі / Głos pustyni — чиновник